# Era Meiji

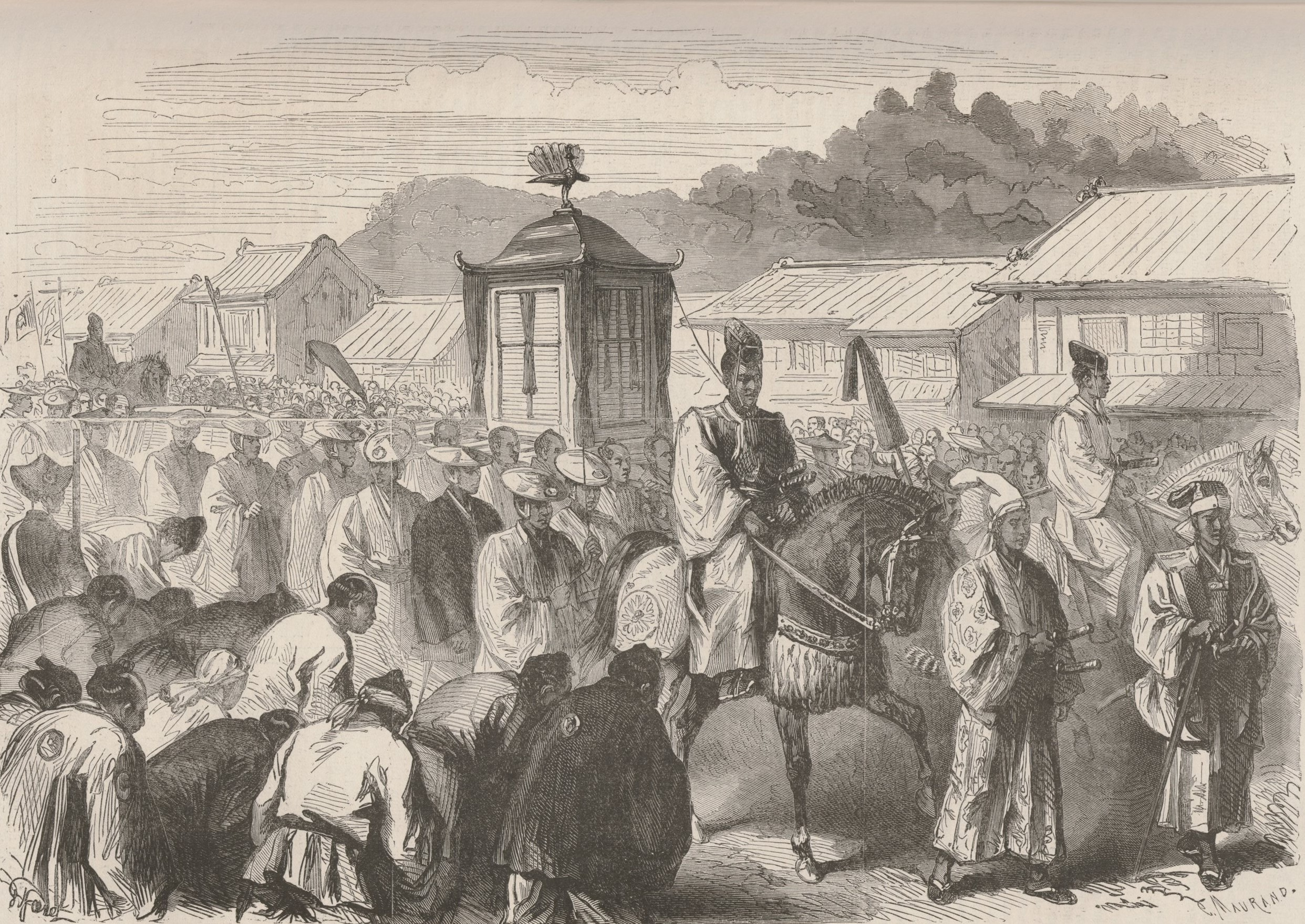
O Imperador Meiji, de quinze anos de idade, mudou-se de Kyoto para Tóquio no final de 1868, após a queda de Edo.

O Período Meiji (明治時代, Meiji jidai) ou Era Meiji foi o período de reinado do Imperador Meiji do Japão, que se estendeu de 3 de fevereiro de 1868 a 30 de julho de 1912. Nessa fase, o Japão conheceu uma acelerada modernização, vindo a constituir-se em uma potência mundial.

## História

### Antecedentes
No final do Período Edo (1603-1868), o Japão era praticamente país feudal, economicamente não desenvolvido e bastante fechado, permanecendo distante em termos de Relações Internacionais.
Nesse período, o xogunato era o modelo de governo. Nele,  o poder político (representado pelo líder, o xogum) ficava nas mãos de uma família por gerações. O xogunato Tokugawa, que precedeu a Era Meiji, tinha a famíia Tokogawa no poder.
Dentro do modelo do xogunato, o imperador ainda existia, mas seu papel era decorativo, pois não ocupava espaço político. Outras características do xogunato eram a atuação dos samurais e as bem definidas hierarquias desse grupo social, que também influenciavam na organização da sociedade japonesa como um todo: de acordo com suas funções, as pessoas ocupavam um lugar determinado e fixo dentro de uma cadeia de relações sociais. A ascensão social não era possível e o status era muito valorizado.
Durante a primeira metade do século XIX, o Japão vivenciou diversas mudanças de ordem econômica e social. O comércio interno se desenvolveu, tornando-se uma atividade mais lucrativa que a posse de terras agrícolas, o que gerou uma inversão de papéis sociais, visto que com isso os comerciantes passaram a deter mais lucros que os senhores de terras.
As frustrações dos senhores de terras recaiam sobre os trabalhadores, que eram submetidos a mais trabalho e a novas formas de impostos. Em razão disto, irrompem diversas revoltas camponesas. Os comerciantes, por sua vez, ansiavam por expandir seu mercado, mas encontram barreiras no sistema econômico e social na época, que era voltado para a prática agrícola e beneficiava as famílias de status.
Em julho de 1853 uma esquadra dos Estados Unidos de quatro navios, comandada pelo comodoro Matthew Calbraith Perry, chegou à Baía de Edo exigindo a abertura dos portos japoneses, iniciando assim uma cadeia de eventos que levariam ao fim do bakufu (Xogunato) no Japão. Surgem, dentro do território, vertentes distintas a respeito de que posicionamento o Japão deve adotar frente à pressão ocidental. Os aliados de longa data do xogum eram contrários à abertura do Japão para o comércio e a cultura ocidental. Os comerciantes, os jovens samurais, os senhores de terras desfavorecidos pelo xogum e os xintoístas estavam a favor da adoção, pelo Japão, de tecnologias e práticas ocidentais.
Frente a estas transformações e disputas internas, o xogunato não conseguiu manter-se e caiu em 1868.

### Chegada do Comodoro Perry
Após sua chegada ao Japão em 1853 exigindo a abertura do Japão ao comércio internacional, Matthew Perry  concluiu que a política tradicional de isolamento do Japão seria alterada apenas frente a forças navais superiores. Com duas fragatas e dois veleiros, ele entrou no porto fortificado de Uraga em 8 de julho de 1853. Perry se recusou a obedecer às ordens japonesas de sair e ordenou que se o governo não delegar uma pessoa adequada para receber os documentos em sua posse, ele os entregaria à força. As defesas japonesas eram inadequadas para resistir a ele e, após alguns dias de violenta disputa diplomática, aceitaram a carta do presidente dos Estados Unidos solicitando um tratado.
Nesse ínterim, os japoneses, que estavam cientes da recente derrota da China pelas potências ocidentais tecnologicamente superiores na Guerra do Ópio (1839-1842), decidiram concordar com os termos de Perry como uma forma de ganhar tempo enquanto melhoravam suas defesas. Em fevereiro de 1854 ele reapareceu na baía de Edo (atual Tóquio) – desta vez com nove navios – e em 31 de março assinou-se o Tratado de Kanagawa, o primeiro tratado entre os dois países. O pacto garantiu um melhor tratamento aos marinheiros náufragos, permitiu que os navios dos EUA obtivessem combustível e suprimentos em dois portos menores, providenciou que um cônsul dos EUA residisse no país e abriu caminho para mais privilégios comerciais futuros dos EUA. O sucesso de Perry demonstrou a incapacidade do Xogun de impor a tradicional política isolacionista de seu país. os japoneses logo foram forçados a assinar tratados semelhantes com outras nações ocidentais. Esses eventos contribuíram para o colapso do xogunato.

### A Restauração Meiji
Em 25 de fevereiro de 1867, o Príncipe Mutsuhito (que passaria a ser conhecido como Imperador Meiji), então com 15 anos de idade, sucedeu ao seu pai, o imperador Komei.  A nova era, a de Meiji (regime iluminado) foi proclamada. A Restauração Meiji, que teve lugar em 1868, terminou com o Sistema Feudal de 256 anos dos Xogunato Tokugawa e devolveu o poder central ao imperador.
O último xogum, Tokugawa Yoshinobu, renunciou em 1867 e, em 1868, o Império foi restaurado. Os Exércitos dos Feudos de Satsuma, Choshu e Tosa, que agora compunham as forças imperiais, dominaram os seguidores dos Tokugawa e, pouco depois, asseguraram a Restauração Meiji.
O Governo Meiji assegurou às potências internacionais que iria seguir os antigos tratados negociados pelo Bakufu e anunciou que iria agir de acordo com a Lei Internacional. Mutsuhito selecionou o novo título para seu Regime (Meiji), para marcar o início de uma nova era da História do Japão.

## As mudanças políticas e econômicas
Com o início da Era Meiji e sua nova estruturação política, surgem também ações governamentais que visam modernizar o Japão a fim de que possa se equiparar às potências ocidentais, visto que estas se apresentam como ameaças tendo em vista seu desenvolvimento tecnológico, militar e econômico.
A unidade política do país permitiu a centralização da administração pública e a intervenção do Estado na economia. Isso, por sua vez, possibilitou reformas econômicas que consistiram na eliminação de entraves e resquícios do modo de produção feudal, na liberação da mão-de-obra, e na assimilação da tecnologia ocidental, preparando o Japão para o capitalismo em sua revolução.
A nova organização política instaurada combinava uma mistura de elementos da política ocidental com antigos modelos japoneses. Embora o imperador fosse a figura de maior poder do Estado, a tomada de decisões estava mais a cargo da Dieta, composta por duas câmaras, e das Oligarquias (compostas por antigos senhores feudais e samurais de classe baixa que apoiaram o imperador). Uma parte dos políticos que compunham a Dieta eram eleitos pelo povo japonês - mesmo que esse grupo de eleitores fosse restrito.
Em 1871, Meiji aboliu a hierarquia instaurada pelos xoguns. Assim, os samurais, até então obrigados de pai para filho a obedecer ao seu senhor, o daimiô, seguindo um rígido código de honra (o bushidô), se põem a serviço do imperador. Os antigos feudos foram extintos e os privilégios pessoais foram eliminados através de uma reforma agrária e da reformulação da legislação do imposto territorial rural.
Também em 1871, Meiji enviou ao Ocidente uma missão de estudo, a "Missão Iwakura", que tinha em vista coletar todas as ideias de sucesso em prática e estabelecê-las no Japão a fim de modernizar o país. O governo procurou impulsionar o comércio, auxiliando o setor privado na instalação de fábricas, sistemas de comunicação e de transportes, entre outros mais. Sem o incentivo e auxílio financeiro inicial do Estado, estas novas atividades comerciais não haveriam se desenvolvido da mesma forma, pois havia muito receio, entre os japoneses que possuíam recursos para abrir novos negócios, de investir nestes novo sistemas quase que totalmente desconhecidos.
O Estado promoveu a vinda de técnicos estrangeiros, especialmente europeus, para supervisão e auxílio na montagem e desenvolvimento das primeiras fábricas japonesas. Dessa forma, em um período aproximado de 20 anos (1869-1888) foram implantados os sistemas postal, de  telegrafia e de imprensa, bancos nacionais e privados, bolsa de valores, ferrovias e fábricas.
Assim, já em 1872, o Japão construiu sua primeira ferrovia; instaurou o serviço militar e organizou um exército moderno segundo o modelo alemão (armado com fuzis e uniformes inspirados no exército francês, aposentando os uniformes samurais e seu armamento (como a temida katana); criou o iene e o Banco do Japão, além de estabelecer o ensino primário obrigatório, a centralização do poder e fortalecimento do Estado.
A fim de abolir o antigo sistema de distinção social, o governo instituiu a educação compulsória, de forma com que todas as crianças teriam acesso a mesma educação, fossem elas pobres ou ricas. Este amplo sistema de ensino fomentaria novos valores e ideias entre a população japonesa, tais quais a noção de igualdade e de uma identidade nacional comum a todos.
Em paralelo, foram criadas universidades e um gabinete parlamentar (1885). Em 1889, foi promulgada a primeira constituição, instaurando-se uma monarquia constitucional.
Surgiram então os zaibatsus, os grandes conglomerados empresariais originados dos clãs familiares, como a Mitsubishi, a Mitsui, a Sumitomo, a Yasuda, dentre outros, que passaram a dominar cada vez mais a economia japonesa, atuando praticamente em todos os setores industriais, além do comércio e das finanças. Estes logo incorporaram as indústrias menores e, inclusive, as indústrias do Estado. Com esse processo de modernização, o Japão industrializou-se rapidamente, fortalecendo a sua economia.

## Cultura e sociedade
A partir dos contatos com o Ocidente e com a chegada de tantos costumes, ideias e produtos ocidentais, a sociedade japonesa encarou conflitos de ordem moral, visto as grandes diferenças entre os valores japoneses e os valores ocidentais. A cultura japonesa estava mais voltada para uma ética comunitária, dedicando respeito à comunidade, à família e aos antepassados. Apesar de diversos valores ocidentais terem penetrado a sociedade japonesa, os quais costumam ser considerados como valores que priorizam um individualismo, o apreço tradicional à integração na comunidade e o respeito às hierarquias sociais e de idade permaneceram elementos fortes no Japão.
Sendo assim, a sociedade japonesa assimilou diversas características das civilizações ocidentais, mas a crença que possuíam (crença esta que remonta às origens do povo japonês e que perpassou ao longo de eras) de uma superioridade do Japão frente os outros povos, fez com que permanecessem fiéis às suas características que tornavam a civilização japonesa única. É esta crença em uma superioridade, aliada ao nacionalismo e à noção de igualdade fomentados pelas políticas governamentais, que irão orientar as ações imperialistas japonesas nos últimos anos do século XIX e especialmente durante toda a primeira metade do século XX.
As vestimentas são um interessante caso de análise da "ocidentalização" do país. Em princípio, do mesmo modo que as vestimentas formais da família imperial e do governo foram mudando para o estilo ocidental, os uniformes públicos como os dos soldados e dos funcionários das ferrovias passaram a ter características ocidentais. Com o tempo, as pessoas foram se acostumando a ver esses uniformes pelas cidades e a aceitá-los.
Nos casos das mulheres, as roupas no estilo ocidental se tornaram trajes formais da nobreza. Em 1881, um decreto estabeleceu que quando um alto funcionário, acompanhado de sua esposa, saia em um lugar público, deveria vestir a roupa ocidental. Até então as mulheres japonesas não saiam de casa para eventos, mas, como era costume ocidental as esposas acompanharem os maridos nessas ocasiões, os japoneses decidiram adotá-lo.
A abertura dos portos afetou a produção do kimono, vestimenta tradicional da maior parte da população. O Japão recebeu vários tecidos e tinturas químicas utilizados para fazer as vestimentas ocidentais e, desse modo, o kimono tradicional sofreu influência do ocidente e passou a ser tingido também com tintas e tecidos importados. Logo, a tradição não foi abandonada, mas adaptada.
Na arquitetura, a partir de modelos ocidentais, os edifícios passaram a ser construídos com tijolo e pedra em vez da madeira tradicional. Mesclando elementos internacionais e japoneses, surgiu um estilo arquitetônico eclético junto com o estabelecimento de leis de preservação cultural para estruturas antigas, como templos e santuários.
A pintura, na década de 1870, viu um novo modo de criação de imagens que abraçou estilos e técnicas ocidentais, ficando conhecido em japonês como yōga (“pintura de estilo ocidental”). Como contraste com o yōga, outros artistas visuais japoneses desenvolveram um modo paralelo de pintura, conhecido como nihonga  (literalmente, “pintura japonesa”). Esse ampliou os temas tradicionais, criou novas misturas de tradições estilísticas japonesas e até incorporou modos ocidentais de realismo em sua reinvenção da pintura japonesa.
A mudança do trabalho manual costumeiro, que era realizado em torno do ambiente familiar, para o intenso trabalho fabril realizado nos edifícios industriais, acarretou em grandes mudanças no modo de vida e valores da população japonesa. Populações residentes em áreas rurais eram requisitadas para irem trabalhar nas fábricas, tendo que se afastar de casa e ir morar nos alojamentos precários das fábricas. O trabalho exaustivo deixava muitos dos trabalhadores e trabalhadoras doentes, tornando-se inválidos para continuar trabalhando e então enviados de volta para suas casas, onde acabam por espalhar a doença entre seus familiares.
Com esta nova forma de trabalho, muitas famílias perderam sua principal força de trabalho quando os homens jovens eram enviados para trabalhar nas fábricas. No caso das jovens mulheres, quando estas retornavam para suas casas após trabalharem por anos nas fábricas, passaram a ter dificuldades para arranjar maridos, pois seus hábitos de vida mudaram muito, se afastando do ideal tradicional desejado para as esposas.

## Economia
A industrialização no Japão ocorreu durante a Era Meiji. Existem pelo menos duas razões para a velocidade de sua modernização: o emprego de mais de 3 mil especialistas estrangeiros (chamados o-yatoi gaikokujin ou estrangeiros contratados) em várias áreas como o ensino de inglês, ciências, engenharia, o exército e a marinha etc; e o envio de muitos estudantes japoneses para intercâmbio na Europa e América, baseado no quinto e último artigo da Carta de Juramento de 1868: 'O conhecimento deve ser buscado ao redor do mundo a fim de fortalecer as bases do domínio imperial'. Esse processo de modernização foi monitorado de perto e intensamente subsidiado pelo governo Meiji, aumentando o poder das grandes zaibatsus como a Mitsui e a Mitsubishi.
Juntos, os zaibatsu e o governo guiaram a nação, emprestando tecnologia do ocidente. O Japão gradativamente tomou controle da maior parte do mercado asiático de bens manufaturados, a começar com os têxteis. A estrutura econômica tornou-se muito mercantilística, importando matérias-primas e exportando produtos finalizados - um reflexo da relativa escassez de commodities no país.
O Japão emergiu da transição xogunato Tokugawa-Tenno (Keio-Meiji) em 1868 como a primeira nação industrializada da Ásia. As atividades comerciais domésticas e o limitado comércio estrangeiro supriram a demanda por cultura material até o período Keio, mas o modernizado período Meiji tinha demandas muito diferentes. Desde o início, os governadores Meiji abraçaram o conceito de economia de mercado e adotaram os modelos britânico e norte-americano de capitalismo de livre empreendedorismo. O setor privado, em um país com uma abundância de empreendedores agressivos, celebraram essa mudança. Inicialmente, a economia cresceu apenas moderadamente e baseou-se na agricultura tradicional japonesa para financiar uma moderna infraestrutura industrial. Quando a Guerra Russo-Japonesa começou em 1904, 65% dos trabalhadores e 30% do Produto Interno Bruto (PIB) estavam concentrados na agricultura, mas a indústria moderna começava a expandir substancialmente. No final da década de 1920, a manufatura e a mineração respondiam por 23% do PIB, sendo que a agricultura era responsável por 21%. Foram feitos grandes investimentos nos transportes e nas comunicações para sustentar o grande desenvolvimento industrial.
As reformas econômicas incluíram uma moeda moderna baseada no iene, sistema comercial, leis comercias e tributárias, bolsas de valores e uma rede de comunicações. O estabelecimento de uma estrutura institucional moderna que levou a uma avançada economia capitalista tomou tempo mas foi completada na década de 1890. Nessa época, o governo acabou abandonando o controle direito do processo de modernização, principalmente por razões orçamentárias.
Muitos dos antigos daimyos, cujas pensões eram pagas em valor único, foram muito beneficiados através de investimentos que eles fizeram nas indústrias emergentes. Aqueles que também se envolveram informalmente no comércio exterior antes da Restauração Meiji também tiveram sucesso. Antigas empresas que serviam o bafuku e que se agarravam às suas formas tradicionais de conduzir os negócios faliram no novo ambiente econômico.
O governo inicialmente envolveu-se na modernização econômica, fornecendo várias "indústrias-modelo" para facilitar a transição para o período moderno. Após os primeiros vinte anos do período Meiji, a economia industrial expandiu rapidamente até por volta de 1920, com o recebimento de tecnologias avançadas do ocidente e grandes volumes de investimentos. Estimulado pelas guerras e pelo planejamento econômico cuidadoso, o Japão emergiu da Primeira Guerra Mundial como um grande país industrial.

## Início do imperialismo japonês na Ásia
O rápido desenvolvimento econômico não tardou a ter reflexos, também, na esfera militar. O Império do Japão não demorou a se lançar em uma corrida imperialista ambiciosa de certa forma semelhante à dos europeus e americanos.
Em 1895, Japão e China assinaram o Tratado de Shimonoseki, no qual fora reconhecida a independência da Coreia (abrindo mão a China, portanto, de qualquer ambição territorial na península coreana - até então seu estado vassalo - , deixando o caminho livre para os japoneses a anexarem formalmente 15 anos depois, em 1910, permanecendo como colônia até o fim da Segunda Guerra Mundial, em 1945).
Também, no início do século XX, o Japão ganha a Guerra Russo-Japonesa, sendo a primeira vez que um país asiático derrotava um estado europeu.

## Consequências
Após a morte do imperador Meiji, em 1912, o imperador Taisho tomou o trono, dando início ao período Taisho.
O Japão enfrentou graves problemas estruturais que, se não fossem superados, poderiam comprometer o seu crescimento econômico. Esses entraves consistiam em escassez de matéria-prima e de fontes de energia, e na limitação do seu mercado interno. Para tentar encontrar uma solução, o Japão investiu em seu poderio bélico, a fim de obter uma expansão militar. O exército japonês ocupou a Coreia, Taiwan, o sul da ilha de Sacalina e a Manchúria. Essa disputa, principalmente contra a China, conduziu o Japão à Primeira e à Segunda Guerra Mundial, e à sua derrota nesta última.